# Fænø
Fænø ist eine 394 ha große dänische Insel in der Meerenge Snævringen des Kleinen Beltes, südwestlich der Stadt Middelfart gelegen. Sie wird von 4 Einwohnern (1. Januar 2023) ständig bewohnt. Fænø gehört zur Kirchspielsgemeinde (dän.: Sogn) Middelfart Sogn, die bis 1970 zur Harde Vends Herred im damaligen Odense Amt gehörte, danach zur Middelfart Kommune im damaligen Fyns Amt, die mit der Kommunalreform zum 1. Januar 2007 in der „neuen“ Middelfart Kommune in der Region Syddanmark aufgegangen ist.

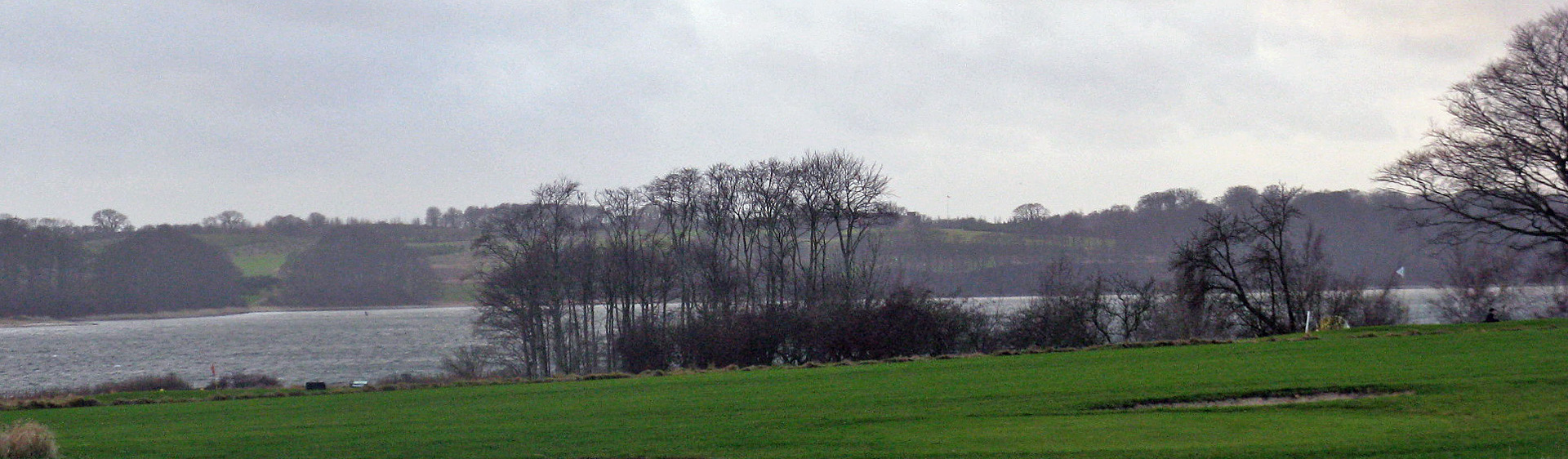
Fænø von Middelfart aus über den Fænøsund gesehen

Der Abschnitt des kleinen Beltes zwischen Fænø und Fünen wird Fænøsund genannt.
Der Dolch von Hindsgavl (dänisch Hindsgavldolken) wurde etwa 1867 auf dem Anwesen Hindsgavl auf Fænø gefunden.